# Ашимбаев, Данияр Рахманович
Дания́р Рахма́нович Ашимба́ев (15 января 1976, Алма-Ата) — казахстанский политолог и историк. Происходит из племени ысты.

## Биография
Окончил университет «Туран» (1996).
Трудовую деятельность начал в 1990 году библиотекарем Центральной научной библиотеки АН Казахстана.
С июня 1994 года — руководитель информационно-издательского проекта «Кто есть кто в Казахстане», главный редактор Казахстанской биографической энциклопедии, к 2012 году выдержавшей 12 изданий: по мнению рецензента,

Наверное, Библиографическая энциклопедия Данияра Ашимбаева это единственное в своём роде издание, в котором никто и ничто не забыто. И это отрадно, поскольку нация, которая не помнит и не ценит своего прошлого, не имеет будущего.

Другие книги Ашимбаева — «Казахстан 90-х. Правительство Кажегельдина: приватизация, коррупция и борьба за власть» (2003, в соавторстве с Н. Сулейменовым и В. Андреевым) и «Казахстан: история власти. Опыт реконструкции» (2008, в соавторстве с Виталием Хлюпиным). В 2005 году вместе с Гульмирой Илеуовой подготовил сборник материалов «Выборы-2004 в Казахстане. Шаг за шагом».
Являлся заместителем главного редактора Казахстанского Информационно-Энциклопедического Справочника — КИнЭС.
С мая 2004 года по декабрь 2005 года — главный редактор Центра коммуникационных технологий «Репутация».
С 2016 по 2018 год — член Общественного совета при Архиве Президента Республики Казахстан. В мае 2015 года передал в дар Архиву Президента на государственное хранение личные документы казахского советского ученого-педагога, Героя Советского Союза Малика Габдуллина. Документы были приобретены и собраны Ашимбаевым у частных коллекционеров города Алматы.
С июля 2019 года по август 2020 года входил в состав Национального совета общественного доверия при Президенте Республики Казахстан.
С декабря 2020 года по октябрь 2022 года — член совета директоров НАО «Евразийский национальный университет имени Л.Н. Гумилева»
С сентября 2021 года по март 2022 года — член общественного совета Министерства образования и науки Республики Казахстан.
С июня 2022 года — член Национального курултая при Президенте Республики Казахстан.
С декабря 2022 года — член Общественной палаты при Мажилисе Парламента Республики Казахстан.

## Высказывания
По версии Ашимбаева во время алматинских событий января 2022 года в Казахстане действовали бандиты по приказу «зарубежных кукловодов», в то время как Россия пришла на помощь.
С первых дней российского вторжения на территорию Украины Ашимбаев оправдывал действия России.

## Награды
- 2009 — Премия Союза журналистов Казахстана[12]
- 2011 — Медаль «20 лет независимости Республики Казахстан»
- 2013 — Медаль «Маңғыстау облысына 40 жыл»
- 2013 — Знак Министерства индустрии и новых технологий Республики Казахстан «Туризм саласына сіңірген еңбек үшін»
- 2014 — Интернет-премия «Люди года-2013», номинация «Эксперт года»[13]
- 2014 — Медаль «10 лет Коммунистической народной партии Казахстана»
- 2015 — Знак Министерства культуры и спорта Республики Казахстан «Мәдениет саласының үздігі» — Отличник культуры
- 2015 — Медаль «550 лет Казахскому ханству» (Ассоциация история Казахстана)
- 2016 — Орден Союза казачьих общественных объединений Казахстана «150 лет победы под с. Узун-Агаш»
- 2016 — Знак Министерства образования и науки Республики Казахстан «За заслуги в развитии науки Республики Казахстан»
- 2016 — Почетная грамота Ассоциации социологов Казахстана
- 2016 — Почетная грамота Института философии, политологии и религиоведения Комитета науки Министерства образования и науки Республики Казахстан
- 2016 — Медаль «25 лет независимости Республики Казахстан»
- 2016 — Медаль Национальной инженерной академии Республики Казахстан
- 2017 — Медаль Коммунистической народной партии Казахстана «100 лет Великой Октябрьской социалистической революции»[14]
- 2018 — Медаль Ассоциации вузов Республики Казахстан имени А. Байтурсынова
- 2019 — Медаль «Шапагат»
- 2020 — Медаль Коммунистической народной партии Казахстана «75 лет победы в Великой Отечественной войне»
- 2020 — Орден Союза братских народов (СКП—КПСС).
- 2020 — Медаль Коммунистической народной партии Казахстана «150 лет Владимиру Ильичу Ленину»
- 2020 — Медаль «100 лет Казахской Республике» (Демократическая партия Казахстана «Ак Жол»)
- 2021 — Благодарность Елбасы, председателя партии «Nur Otan» Н.А. Назарбаева
- 2021 — Премия Мажилиса Парламента РК «Парламент сөзі»[15]
- 2022 — Орден «Құрмет»[16]
- 2024 — Благодарность председателя Мажилиса Парламента РК Е.Ж. Кошанова
- 2025 — Медаль «30 лет Ассамблее народа Казахстана»